# Adolf Lukaschewski
Adolf Lukaschewski (* 11. November 1940) ist ein ehemaliger deutscher Fußballspieler.

## Werdegang
Der Mittelfeldspieler Adolf Lukaschewski wechselte im Sommer 1962 vom damals drittklassigen Verbandsligisten VfB 03 Bielefeld zu den Sportfreunden Gladbeck in die II. Division West. Für die Gladbecker absolvierte er in der Saison 1962/63 25 Spiele und erzielte dabei sechs Tore. Allerdings verpassten die Sportfreunde die Qualifikation für die neu geschaffene, zweitklassige Regionalliga West. Daher wechselte Lukaschewski im Sommer 1963 zum VfB Bottrop, der sich für die neue Liga qualifiziert hatte. Mit dem VfB Bottrop stieg Lukaschewski 1964 aus der Regionalliga ab, schaffte den direkten Wiederaufstieg, ehe es 1966 erneut aus der Regionalliga abstieg. Sein weiterer Karriereverlauf ist unbekannt. Insgesamt absolvierte Adolf Lukaschewski 44 Regionalligaspiele, in denen er sechs Tore erzielte.